# Harold George Grant
Harold George Grant, britanski general, * 1884, † 1950.